# The Magician's Birthday
The Magician's Birthday je páté album britské rockové skupiny Uriah Heep. Původní vinylové vydání bylo skládací, obal navrhl Roger Dean. V USA se deska stala zlatou.

## Seznam skladeb
1. "Sunrise" (Hensley) – 4:04
2. "Spider Woman" (Box, Byron, Kerslake, Thain) – 2:25
3. "Blind Eye" (Hensley) – 3:33
4. "Echoes in the Dark" (Hensley) – 4:48
5. "Rain" (Hensley) – 3:59
6. "Sweet Lorraine" (Box, Byron, Thain) – 4:13
7. "Tales" (Hensley) – 4:09
8. "The Magician's Birthday" (Box, Hensley, Kerslake) – 10:19

## Sestava
- David Byron – zpěv
- Ken Hensley – klávesy, kytara
- Mick Box – kytara
- Gary Thain – baskytara
- Lee Kerslake – bicí, perkusy, kazoo